# Шербештиј Веки (Галац)
Шербештиј Веки (рум. Șerbeștii Vechi) насеље је у Румунији у округу Галац у општини Шендрени. Oпштина се налази на надморској висини од 9 m.

## Становништво
Према подацима из 2002. године у насељу је живело 680 становника, од којих су сви румунске националности.